# Gryllapterus tomentosus
Gryllapterus tomentosus is een rechtvleugelig insect uit de familie krekels (Gryllidae). De wetenschappelijke naam van deze soort is voor het eerst geldig gepubliceerd in 1912 door Bolívar.
1. ↑  (en) Gryllapterus tomentosus op de IUCN Red List of Threatened Species.